# Kevin Granata
Kevin P. Granata (29 tháng 12 năm 1961 - 16 tháng 4 năm 2007) là một giáo sư người Mỹ dạy nhiều khoa, bao gồm Khoa Kỹ thuật, Khoa học và Cơ học (trong đó ông được thuê) và Kỹ thuật Cơ khí tại Học viện Bách khoa Virginia và Đại học Bang Virginia Tech, Blacksburg, Virginia. Granata đã có cuộc hẹn bổ sung về thông tin khoa học với tư cách là giáo sư của Trường Kỹ thuật Y sinh học Virginia Tech-Wake và là giáo sư phụ trợ của Đại học Virginia tại Khoa Phẫu thuật Chỉnh hình. Trong các vụ bắn súng ở Virginia Tech, ông đã đưa sinh viên vào văn phòng của mình để bảo vệ họ. Sau đó bị Seung-Hui Cho giết sau khi ông đi điều tra và can thiệp vào.

## Tiểu sử
Là người gốc Toledo, Ohio, Granata học trường trung học Saint Francis de Sales ở Toledo, nơi ông chơi bóng và phục vụ trong đội tranh luận bốn năm, tốt nghiệp năm 1980 với điểm trung bình 4.0. Granata đã nhận bằng cử nhân vật lý kỹ thuật và kỹ thuật điện từ Đại học bang Ohio năm 1984, bằng Thạc sĩ Vật lý từ Đại học Purdue năm 1986 và bằng tiến sĩ về cơ sinh học từ Ohio State năm 1993. Ông bắt đầu bằng cử nhân về Vật lý tại Đại học John Carroll ở Cleveland, nơi ông cũng chơi bóng đá, trước khi chuyển đến Ohio State để hoàn thành bằng cấp. Sau khi tốt nghiệp thạc sĩ từ Purdue, Granata đã làm việc trong ba năm với tư cách là một nhà khoa học tại Phòng thí nghiệm Vật lý Ứng dụng tại Đại học Johns Hopkins. Trong khi đó, ông được quân đội ký hợp đồng và tiến hành nghiên cứu cho Hải quân Hoa Kỳ.